# Szvatkó Pál
Hangafalvi Szvatkó Pál (Zsolnatarnó, 1901. szeptember 9. – München, 1959. november 17.) újságíró, publicista, szépíró, a két világháború közötti szlovákiai magyar szellemi élet polgári vonulatának kiemelkedő képviselője, a Prágai Magyar Hírlap munkatársa.

## Élete
Ősei a középkorig visszavezethetően városi polgárok voltak.
Nagyszombatban nevelkedett, majd a gimnázium befejeztével Budapesten, Prágában és Párizsban járt egyetemre. Bölcsészdoktori oklevelet szerzett, majd 1924-1938 között a Prágai Magyar Hírlap munkatársa volt. Egy ideig a Csehszlovákiai Magyar Népszövetségi Liga titkára is volt. Publicistaként a nyitottság és a más nézetek iránti tolerancia jellemezte. 
1931-ben Új Munka címen baloldali szellemiségű lapot indított, ennek azonban csak egyetlen száma jelent meg. 1937-ben Új Szellem címmel indított folyóiratot, mellyel a szlovákiai magyar szellemi élet egységfrontját akarta megteremteni. Az első bécsi döntés után Budapestre költözött, ahol a Felvidéki Magyar Hírlap, majd a Magyarország kormánypárti lapjának főszerkesztője lett. Egy 1943-as cikkében fölveti a németekkel való szakítás gondolatát, ezért a német megszállás után letartóztatták, és a mauthauseni koncentrációs táborba hurcolták. 
Hazatérte után a Magyar Rádió munkatársa lett. Az 1956-os forradalom bukását követően Németországba emigrált, ahol haláláig a Szabad Európa Rádió munkatársa volt.

## Művei
- Indogermán magyarok. In: Tátra - A Magyar Élet és Irodalom Szlovenszkói és Ruszinszkói Szemléje. Pozsony, 129-134.
- 1934 A szlovenszkói magyar középosztály. Magyar Szemle 21, 79-89.
- 1936 Csehek és magyarok. Apollo V.
- 1938 A visszatért magyarok. A felvidéki magyarság húsz éve
- 1989 Indogermán magyarok (tan.)
- 1994 A változás élménye (válogatott írások)
- 2002 Utolsó akaratom. Hitel 2002/11.

## Külső hivatkozások
- adatbank.sk
- Sturm László: Szempontok Szvatkó Pál munkásságának értelmezéséhez
- huszadikszazad.hu